# Proceedings of the Davenport Academy of Natural Sciences
Proceedings of the Davenport Academy of Natural Sciences (abreviado Proc. Davenport Acad. Nat. Sci.) fue una revista científica con ilustraciones y descripciones botánicas que fue publicada en los Estados Unidos desde 1867/76 hasta 1914.